# 布雷尼
布雷尼（法語：Breny）是法国皮卡第大区埃纳省的一个市镇，属于苏瓦松区乌希堡县。该市镇2009年时的人口为244人。

## 人口
布雷尼人口变化图示
| 数据来源：INSEE |